# Louis Auguste Sainson

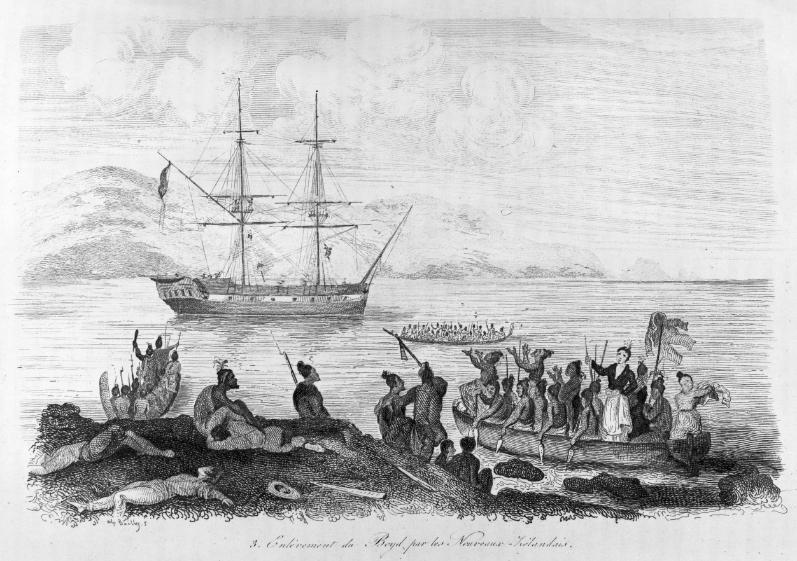
Enlevement du Boyd par les Nouveaux Zealandais., Darstellung der Explosion der Boyd nach ihrer Eroberung durch die Māori (1839)

Louis Auguste de Sainson (* 26. April 1800 in Paris; † 6. November 1874 ebenda) war ein französischer Künstler, der für die Marine seines Landes tätig war. Von ihm stammen eine Reihe von Lithografien und Kupferstiche.